# Сельское поселение Обушковское
Сельское поселение Обушковское — упразднённое муниципальное образование (сельское поселение) в Истринском муниципальном районе Московской области. Административный центр — деревня Покровское.

## Население
| 2006  | 2007  | 2008  | 2009  | 2010  | 2011  |
| ----- | ----- | ----- | ----- | ----- | ----- |
| 1816  | ↗1921 | ↘1905 | ↘1891 | ↘1849 | ↗1897 |
| 2012  | 2013  | 2014  | 2015  | 2016  | 2017  |
| →1897 | ↗1983 | ↗2076 | →2076 | ↘2038 | ↘1993 |

## История
Образовано в ходе муниципальной реформы, в соответствии с Законом Московской области от 28.02.2005 года № 86/2005-ОЗ «О статусе и границах Истринского муниципального района и вновь образованных в его составе муниципальных образований».
Законом Московской области от 22 февраля 2017 года № 21/2017-ОЗ, 11 марта 2017 года все муниципальные образования Истринского муниципального района — городские поселения Дедовск, Истра и Снегири, сельские поселения Бужаровское, Букарёвское, Ермолинское, Ивановское, Костровское, Лучинское, Новопетровское, Обушковское, Онуфриевское, Павло-Слободское и Ядроминское — были преобразованы, путём их объединения, в городской округ Истра.

## География
Расположено на юго-востоке района, граничит с сельскими поселениями Ивановским и Павло-Слободским, сельскими поселениями Ершовским и Успенским Одинцовского района и сельским поселением Ильинским Красногорского района. Площадь территории сельского поселения — 55,42 км².

## Состав сельского поселения
В состав сельского поселения входило 12 населённых пунктов упразднённой административно-территориальной единицы — Обушковского сельского округа:
| Вид     | Наименование    | Население, чел. (2010) |
| ------- | --------------- | ---------------------- |
| деревня | Аносино         | 277                    |
| деревня | Воронино        | 13                     |
| деревня | Захарово        | 95                     |
| деревня | Козенки         | 21                     |
| деревня | Красный Посёлок | 77                     |
| деревня | Обушково        | 193                    |
| деревня | Падиково        | 30                     |
| деревня | Писково         | 3                      |
| деревня | Покровское      | 1013                   |
| деревня | Славково        | 53                     |
| деревня | Чесноково       | 29                     |
| деревня | Юрьево          | 45                     |

## Достопримечательности
На территории поселения расположен Аносин Борисоглебский монастырь — памятник архитектуры федерального значения.